# Michał Baltazar Jełowicki
Michał Baltazar Jełowicki herbu własnego (zm. 31 marca 1762 w Stadnikach) – chorąży smoleński w 1757 roku, łowczy owrucki w latach 1729–1746, delegat województwa kijowskiego w konfederacji dzikowskiej w 1734 roku.
Jako deputat z Prowincji Małopolskiej podpisał pacta conventa Stanisława Leszczyńskiego w 1733 roku.